# Camptomyces
Camptomyces — рід грибів родини Laboulbeniaceae. Назва вперше опублікована 1894 року.

## Класифікація
До роду Camptomyces відносять 9 видів:
- Camptomyces africanus
- Camptomyces brunneomarginatus
- Camptomyces europaeus
- Camptomyces falcatus
- Camptomyces guatemalensis
- Camptomyces melanopus
- Camptomyces recurvatus
- Camptomyces subsigmoideus
- Camptomyces sumatrae